# Jean Barney
Pour les articles homonymes, voir Barney.
Jean Barney est un acteur français.
Il est apparu dans de nombreuses pièces de théâtre et également à la télévision.
Il est également actif dans le milieu du doublage ainsi que dans celui de la voix off, prêtant sa voix pour des bandes annonces de films et des publicités.

## Biographie
Il est le père de Magali Barney et le grand-père de Simon Koukissa, également acteurs.

### Carrière

#### Théâtre, télévision et cinéma
Après des études au Conservatoire national supérieur d'art dramatique, il fait ses débuts au théâtre en 1968 dans  La Facture de Françoise Dorin au théâtre du Palais-Royal. La même année, il tourne Trois filles vers le soleil. En 1971, il est l'orateur républicain dans Les Mariés de l'an II de Jean-Paul Rappeneau. Michel Boisrond lui offre le rôle de Bernard dans Catherine et Compagnie en 1975 avec Jane Birkin.
À la télévision, il a participé à de nombreuses reprises à l'émission Au théâtre ce soir, entre autres dans Il y a longtemps que je t’aime de Jacques Deval avec Claude Jade, La Visite de la vieille dame de Friedrich Dürrenmatt avec Mary Marquet et Mais qu'est-ce qui fait courir les femmes à Madrid ? de Pedro Calderón de la Barca.
Un de ses rôles marquants est Henri de Navarre dans le feuilleton Le Roi qui vient du sud de Marcel Camus en 1979. Depuis les années 1980, il a joué dans de nombreux téléfilms dont Mon père avait raison de Sacha Guitry, Zadig ou la Destinée d'après Voltaire, Le Labyrinthe de verre, Porté disparu et Bébé coup de foudre.

#### Animation française et doublage
Très actif dans le doublage, il est notamment la voix française régulière de J. K. Simmons ainsi qu'une des voix de Scott Glenn, Geoff Pierson,  James Remar, Stacy Keach, Ray Wise et Alan Dale. Dans l'animation, il est notamment la voix du commandant Rourke dans le film Atlantide, l'empire perdu, celle de Jack-la-morsure dans le film Rango ou encore celle de Doris dans la saga Shrek.
Il est également la voix de Phaéris dans la série Wakfu de Ankama Animations.

## Théâtre
Sources : RS Doublage et Agences artistiques 
- 1968 : La Facture de Françoise Dorin, mise en scène Jacques Charon, théâtre du Palais-Royal
- 1969 : Noces de sang de Federico García Lorca, mise en scène Raymond Rouleau, théâtre des Célestins
- 1970 : Hadrien VII de Peter Luke, mise en scène Raymond Rouleau, théâtre de Paris
- 1970 : Henri IV de Luigi Pirandello, mise en scène Sacha Pitoëff
- 1972-1973 : Mais qu'est-ce qui fait courir les femmes la nuit à Madrid ? d'après Pedro Calderón de la Barca, mise en scène Maurice Ducasse, festival du Marais puis théâtre de l'Athénée
- 1973 : Par-dessus bord de Michel Vinaver, mise en scène Roger Planchon, TNP-Villeurbanne
- 1973 : L'Honneur des Cipolino de Jean-Jacques Bricaire et Maurice Lasaygues, mise en scène Michel Roux, théâtre Fontaine
- 1974 : Et à la fin était le bang de René de Obaldia, mise en scène Pierre Franck, théâtre de l'Atelier
- 1975 : L'Éventail de Carlo Goldoni, mise en scène Daniel Ceccaldi, festival du Marais
- 1975 : L'Autre Valse de Françoise Dorin, mise en scène Michel Roux, théâtre des Variétés
- 1976 : Le Scénario de Jean Anouilh, mise en scène Jean Anouilh et Roland Piétri, théâtre de l'Œuvre
- 1976 : L'Autre Valse de Françoise Dorin, mise en scène Michel Roux, théâtre des Variétés
- 1977 : Le Scénario de Jean Anouilh, mise en scène Jean Anouilh et Roland Piétri, théâtre des Célestins, tournée Karsenty
- 1978 : Mon père avait raison de Sacha Guitry, mise en scène Jean-Laurent Cochet, théâtre Hébertot
- 1979 : Zadig ou la Destinée de Voltaire, mise en scène Jean-Louis Barrault, théâtre d'Orsay
- 1981 : L'Amour de l'amour de Molière, La Fontaine, Apulée, mise en scène Jean-Louis Barrault, théâtre Renaud-Barrault
- 1984 : Rendez-vous dans le square de Michel Bedetti, mise en scène Pierre Vielhescaze, musique originale Karim Kacel, théâtre des Hauts-de-Seine
- 1992 : Nina d'André Roussin, mise en scène Bernard Murat, théâtre de la Gaîté-Montparnasse
- 1993 : Les Acrobates de Tom Stoppard, mise en scène Jean-François Prévand, théâtre Tristan-Bernard
- 2006 : Combats de possédés de Laurent Gaudé, mise en scène Vincent Dussart, La Manufacture de Théâtre de Saint-Quentin
- 2010 : Désolé pour la moquette de Bertrand Blier, mise en scène de l'auteur, théâtre Antoine
- 2010 : Le Technicien d'Éric Assous, mise en scène Jean-Luc Moreau, théâtre du Palais-Royal
- 2015 : Les Cartes du Pouvoir  de Beau Willimon, mise en scène de Ladislas Chollat

## Filmographie

### Cinéma
- 1968 : Trois filles vers le soleil de Roger Fellous : King
- 1971 : Les Mariés de l'an II de Jean-Paul Rappeneau : l'orateur républicain
- 1972 : Le Tueur de Denys de La Patellière : un jeune inspecteur
- 1975 : Catherine et Compagnie de Michel Boisrond : Bernard
- 1977 : Eclipse sur un ancien chemin vers Compostelle de Bernard Férié
- 1979 : Le Pull-over rouge de Michel Drach : M. Paolini
- 1981 : Pour la peau d'un flic d'Alain Delon : ricaneur
- 1982 : Y a-t-il un Français dans la salle ? de Jean-Pierre Mocky : Juan Carlo
- 1985 : Trois hommes et un couffin de Coline Serreau : Gérard
- 1987 : Cross de Philippe Setbon : le commissaire
- 1993 : La Chambre 108 de Daniel Moosmann : le docteur Langlois
- 1998 : Vidange de Jean-Pierre Mocky
- 2005 : Combien tu m'aimes ? de Bertrand Blier : le garde du corps

### Télévision
- 1966 : D'Artagnan, chevalier du roi de Henri Carrier : Ponsac
- 1971 : Le Tribunal de l'impossible : Le Voleur de cerveau d'Alain Boudet : Pavel Berkovic
- 1973 : Les Écrivains de Robert Guez : Georges Damville
- 1975 : Les Enquêtes du commissaire Maigret (épisode Maigret hésite de Claude Boissol) : Tortu
- 1977 : Minichronique de René Goscinny et Jean-Marie Coldefy (épisode La Croisière) : l'homme de l'agence
- 1977 : Un juge, un flic de Denys de La Patellière, première saison (1977), épisode : Les Drogueurs
- 1981 : Pause café : Daniel Doche, le professeur de français
- 1981 : Messieurs les jurés, L'Affaire Romette de Gérard Gozlan
- 1983 : Quelques hommes de bonne volonté (mini-série TV) réal. François Villiers : Jean Jerphanion
- 1983 : Les Nouvelles Brigades du Tigre de Victor Vicas (saison 6, épisode 1 : Les Princes de la nuit)
- 1991 : Quiproquos ! : ?
- 1995 : Porté disparu de Jacques Richard : Éric
- 1995 : Les Grandes Personnes de Daniel Moosmann : M. Lange
- 1996 : La Nouvelle Tribu de Roger Vadim (mini-série)
- 1999: Les Montagnes Bleues: Jean
- 2000-2009 : Julie Lescaut : le père de Franck Lanoe / M. Delbecq
- 2000 : H (saison 3, épisode 10 : Une histoire de service militaire)
- 2001 : Un pique-nique chez Osiris de Nina Companeez : le consul
- 2002 : Nestor Burma : ? (saison 7, épisode 3)
- 2006 : L'Affaire Villemin  de Raoul Peck : M. Francis Lafargue
- 2008 : Plus belle la vie : Dominique Gautier (saison 4)
- 2008 : Julie Lescaut : Maître Delbec (saison 17, épisode 3 : Prédateurs de Jean-Michel Fages)
- 2014 : Commissaire Magellan (épisode Régime mortel)
- 2015 : Meurtres à Étretat, téléfilm de Laurence Katrian

### Au théâtre ce soir
- 1971 : Une histoire de brigands de Jacques Deval, mise en scène Jacques Mauclair, réalisation Pierre Sabbagh, théâtre Marigny
- 1971 : Tapage nocturne de Marc-Gilbert Sauvajon, mise en scène Jacques-Henri Duval, réalisation Pierre Sabbagh, théâtre Marigny
- 1971 : Romancero de Jacques Deval, mise en scène Raymond Gérôme, réalisation Pierre Sabbagh, théâtre Marigny
- 1972 : Un inspecteur vous demande de John Boynton Priestley, mise en scène Jacques Mauclair, réalisation Pierre Sabbagh, théâtre Marigny
- 1974 : L'Honneur des Cipolino de Jean-Jacques Bricaire, mise en scène Michel Roux, réalisation Georges Folgoas, théâtre Marigny
- 1974 : Il y a longtemps que je t'aime de Jacques Deval, mise en scène Raymond Gérôme, réalisation Georges Folgoas, théâtre Marigny
- 1974 : Le Procès de Mary Dugan de Bayard Veiller, mise en scène André Villiers, réalisation Georges Folgoas, théâtre Marigny
- 1975 : La Facture de Françoise Dorin, mise en scène Jacques Charon, réalisation Pierre Sabbagh, théâtre Édouard VII
- 1975 : Un homme d'action de William Dinner et William Morum, adaptation Pol Quentin, mise en scène Grégoire Aslan, réalisation Pierre Sabbagh, théâtre Édouard VII
- 1979 : Miss Mabel de Robert Cedric Sherriff, mise en scène René Clermont, réalisation Pierre Sabbagh, théâtre Marigny
- 1980 : Silence on aime de Michel Lengliney, mise en scène Maurice Risch, réalisation Pierre Sabbagh, théâtre Marigny
- 1981 : L'Oiseau de bonheur de Dominique Nohain, mise en scène Jacques Ardouin, réalisation Pierre Sabbagh, théâtre Marigny

## Doublage
Note : Les dates inscrites en italique correspondent aux sorties initiales des films dont Jean Barney a assuré le redoublage et / ou le doublage tardif.
Sources : RS Doublage et Doublage Séries Database

### Cinéma

#### Films
- J. K. Simmons dans :
  - Spider-Man (2002) : J. Jonah Jameson
  - Ladykillers (2004) : Garth Pancake
  - Spider-Man 2 (2004) : J. Jonah Jameson
  - Thank You for Smoking (2006) : Budd « BR » Rohrabacher
  - Spider-Man 3 (2007) : J. Jonah Jameson
  - I Love You, Man (2009) : Oswald Klaven
  - Les Zintrus (2009) : Skip
  - In the Air (2009) : Bob
  - The Words (2012) : M. Jansen
  - Dark Skies (2013) : Edwin Pollard
  - Last Days of Summer (2013) : M. Jervis
  - Men, Women and Children (2014) : M. Doss
  - Mon ex beau-père et moi (2017) : M. Gallo
  - Braqueurs d'élite (2017) : Levin
  - Justice League (2017) : le commissaire James Gordon
  - The Front Runner (2018) : Bill Dixon
  - Spider-Man: Far From Home (2019) : J. Jonah Jameson (scène post-générique)
  - Manhattan Lockdown (2019) : le capitaine Matt McKenna
  - Palm Springs (2020) : Roy
  - Zack Snyder's Justice League (2021) : le commissaire James Gordon
  - The Tomorrow War (2021) : James Forester, Sr.
  - Venom: Let There Be Carnage (2021) : J. Jonah Jameson (scène post-générique)
  - SOS Fantômes : L'Héritage (2021) : Ivo Shandor
  - Spider-Man: No Way Home (2021) : J. Jonah Jameson
  - Being the Ricardos (2021) : William Frawley
  - The Union (2024) : Tom Brennan
  - Juré n° 2 (2024) : Harold
  - Red One (2024) : le Père Noël / Nick
  - Mr. Wolff 2 (2025) : Raymond King

- Scott Glenn dans :
  - Off Limits (1988) : le colonel Dexter Armstrong
  - À la poursuite d'Octobre rouge (1990) : le commandant Bart Mancuso
  - La Vengeance dans la peau (2007) : Ezra Kramere
  - Jason Bourne : L'Héritage (2012) : Ezra Kramere

- Peter Coyote dans :
  - À double tranchant (1985) : Thomas Krasny
  - L'Ombre d'un soupçon (1999) : Cullen Chandler
  - Docteur Dolittle 4 (2008) : le président Sterling

- Jeremy Irons dans :
  - Callas Forever (1992) : Larry Kelly
  - Casanova (2005) : Pucci
  - Un train de nuit pour Lisbonne (2013) : Raimund Gregorius

- Lance Henriksen dans :
  - Mort ou vif (1995) : Ace Hanlon
  - Double Face (1996) : Adrian Cross
  - Modigliani (2004) : Randolf Herst

- Fred Ward dans :
  - The Crow 3: Salvation (2000) : le capitaine des forces de police
  - Blindés (2009) : Duncan Ashcroft
  - 2 Guns (2013) : l'amiral Tuwey

- Jerzy Radziwilowicz dans :
  - L'Homme de marbre (1977) : Mateusz Birkut / Maciej Tomczyk
  - L'Homme de fer (1981) : Mateusz Birkut / Maciej Tomczyk

- Robert Forster dans :
  - Avalanche (1978) : Nick Thorne
  - Psycho (1998) : Dr Simon

- Nick Nolte dans :
  - Grace Quigley (1984) : Seymour Flint
  - Extrême préjudice (1987) : le Texas Ranger Jack Benteen

- Martin Sheen dans :
  - Les Envoûtés (1987) : Cal Janisson
  - Judgment in Berlin (en) (1988) : Herbert Jay Stern

- James Remar dans :
  - Darkside, les contes de la nuit noire (1990) : Preston
  - Délire Express (2008) : le général Bratt

- Armand Assante dans :
  - 1492 : Christophe Colomb (1992) : Gabriel Sanchez
  - American Gangster (2007) : Dominic Cattano

- Harry Shearer dans : 
  - Wayne's World 2 (1993) : Sam Beaugosse
  - The Truman Show (1998) : Mike Michaelson

- Ray Wise dans :
  - À toute allure (1994) : Dalton Voss
  - Dead End (2003) : Frank Harrington

- Powers Boothe dans :
  - Mort subite (1995) : Joshua Foss
  - Nixon (1995) : Alexander Haig

- James Naughton dans :
  - Oxygen (1999) : Clark Hannon
  - Le Secret de Jane (2000) : Robert

- Peter Friedman dans :
  - Paycheck (2003) : le procureur général Brown
  - She Said (2022) : Lanny Davis (en)

- Geoff Pierson dans :
  - God Bless America (2012) : le patron de Frank
  - The Wrong Missy (2020) : Jack Winstone

- Oscar Martínez dans :
  - Les Nouveaux Sauvages (2014) : Mauricio
  - Vivre deux fois (es) (2019) : Emilio

- John Lynch dans :
  - Paul, Apôtre du Christ (2018) : Aquila
  - Les Guetteurs (2024) : le professeur

Mais aussi :
- 1954[5] : Le Raid : le lieutenant Keating (Lee Marvin)
- 1972[6] : Le Parrain : Don Emilio Barzini (Richard Conte)
- 1979 : Le Piège : Woody (Keith McDermott)
- 1980 : Fame : François Lafete (Steve Inwood (en))
- 1981 : L'Arme à l'œil : David (Christopher Cazenove)
- 1981 : Piranha 2 : Les Tueurs volants : Tyler Sherman (Steve Marachuk)
- 1982 : Frances : Harry York (Sam Shepard)
- 1982 : Gandhi : Muhammad Ali Jinnah (Alyque Padamsee)
- 1982 : Commando : le capitaine Peter Skellen (Lewis Collins)
- 1983 : Le Dernier Testament : Phil Pitkin (Kevin Costner)
- 1985 : Cluedo : le professeur Violet (Christopher Lloyd)
- 1985 : Série noire pour une nuit blanche : le shérif Peterson (Reid Smith)
- 1986 : Mosquito Coast : Allie Fox (Harrison Ford)
- 1986 : Dans les bras de l'enfer (en) : le colonel James Cooper (David Carradine)
- 1986 : Le Contrat : Paulo Rocca (Paul Shenar)
- 1986 : Top Gun : Rick « Jester » Heatherly (Michael Ironside)
- 1986 : Comme un chien enragé : Dickie (R. D. Call)
- 1986 : Le Camp de l'enfer : Logan (Tom Skerritt)
- 1987 : Wall Street : Gordon Gekko (Michael Douglas)
- 1987 : Jardins de pierre : le capitaine Homer Thomas (Dean Stockwell)
- 1988 : Gorilles dans la brume : Howard Dowd (Michael J. Reynolds)
- 1988 : Incidents de parcours : Dr John Wiseman (Stanley Tucci)
- 1988 : Une autre femme : Donald (Kenneth Welsh)
- 1989 : Vengeance aveugle : Nick Parker (Rutger Hauer)
- 1989 : Une journée de fous : Dr Weitzman (Dennis Boutsikaris)
- 1989 : Road House : Wade Garrett (Sam Elliott)
- 1990 : Predator 2 :  l'agent Peter Keyes (Gary Busey)
- 1990 : Cabal : Aaron Boone (Craig Sheffer)
- 1990 : Mister Frost : M. Frost (Jeff Goldblum)
- 1991 : Lucky Luke : « Coyote fou » (Fredrick Lopez)
- 1992 : Une équipe hors du commun : Ira Lowenstein (David Strathairn)
- 1992 : Ninja Kids : Hugo Snyder (Rand Kingsley)
- 1993 : Kalahari : John Ricketts (Jack Thompson)
- 1993 : Les Vestiges du jour : l'enchérisseur (John Haycraft)
- 1994 : Le Flic de Beverly Hills 3 : Ellis De Wald (Timothy Carhart)
- 1996 : Daylight : Norman Bassett (Barry Newman)
- 1996 : Alaska : le père de Chip (Byron Chief Moon)
- 1996 : Étoile du soir : le Dr Faulkner (Mark Walters) + le curé
- 1997 : Menteur, menteur : M. Allan (Mitchell Ryan)
- 1997 : Le Cinquième Élément : l'humain mécontent (Vladimir McCrary)
- 1998 : À tout jamais, une histoire de Cendrillon : Auguste de Barbarac (Jeroen Krabbe)
- 1998 : Baseketball : le narrateur (Stephen McHattie)
- 2000 : Erin Brockovich, seule contre tous : ? ( ? )
- 2001 : Escrocs : l'inspecteur Alex Tardio (William Fichtner)
- 2001 : Sexe Intentions 2 : Edward Valmont (David McIlwraith)
- 2003 : Cody Banks, agent secret : Brinkman (Ian McShane)
- 2004 : Un crime dans la tête : David Donovan (Jude Ciccolella)
- 2004 : Vanity Fair : La Foire aux vanités : M. Osborne (Jim Broadbent)
- 2005 : BloodRayne : Kagan (Ben Kingsley)
- 2005 : Furtif : Ray (David Andrews)
- 2008 : Le Garçon au pyjama rayé : Herr Liszt (Jim Norton)
- 2009 : Fast and Furious 4 : Penning (Jack Conley)
- 2009 : La Montagne ensorcelée : voix additionnelles
- 2010 : Brighton Rock : M. Colleoni (Andy Serkis)
- 2010 : Parasites : Dr Macavire (Lou Richards)
- 2013[n 1] : Art of the Steal : voix additionnelles
- 2014 : Les Gardiens de la Galaxie : Garthan Saal (Peter Serafinowicz)
- 2015 : Mad Max: Fury Road : le meunier (Richard Carter)
- 2015 : Accidental Love : le sénateur Buck McCoy (James Brolin)
- 2015 : La Femme au tableau : Rudolph Wran (Ludger Pistor)
- 2015 : Pixels : M. Roarke (Ricardo Montalban) (images d'archives)
- 2016 : The Limehouse Golem : John Kildare (Bill Nighy)
- 2017 : War Machine : Ray Canucci (Griffin Dunne)
- 2017 : 6 Days : William Stephen Whitelaw (Tim Pigott-Smith)
- 2018 : Kursk : l'amiral Gruzinskiy (Peter Simonischek)
- 2018 : Aquaman : Atlan, premier roi de l'Atlantide (Graham McTavish)
- 2020 : Uncut Gems : Rodney Bronstein (Ronald Greenberg)
- 2020 : Irrémédiable (es) : Vicente (Celso Bugallo)
- 2020 : Peninsula : ? (?)
- 2020 : Wonder Woman 1984 : Simon Stagg (Oliver Cotton (en))
- 2020 : Sous le soleil de Riccione : Lucio (Luca Ward)
- 2021 : La Femme à la fenêtre : l'acteur dans un des films que regarde Anna [Qui ?]
- 2021 : Last Night in Soho : Lindsey (Terence Stamp)
- 2021 : The Power of the Dog : le gouverneur Edward (Keith Carradine)
- 2021 : La Vie extraordinaire de Louis Wain : le présentateur radio [Qui ?] (voix)
- 2022 : Absolument royal ! : le roi John (Paul Norell)
- 2023 : Le Comte : Augusto Pinochet (Jaime Vadell)
- 2023 : Dumb Money : Steve Gill (Clancy Brown)
- 2023 : The Kitchen : ? (?)
- 2023 : Monk, le retour : Dr Neven Bell (Héctor Elizondo)
- 2023 : Ils étaient un seul homme : ? (?)
- 2023 : Tom Brady à tout prix (en) : Mickey (Glynn Turman)
- 2024 : Furiosa : Une saga Mad Max : le meunier à balles (Lee Perry (en))
- 2024 : The Apprentice : Michael Rubin (Sam Rosenthal)
- 2024 : A Real Pain : Mark (Daniel Oreskes (en))

#### Films d'animation
- 1979 : Le Château de Cagliostro : Goemon Ishikawa XIII (3e doublage)
- 1986 : La Revanche des Gobots[7] : le narrateur
- 1992 : Freddie, agent secret : le narrateur / Trilby
- 1998 : Fourmiz : Chip[n 2]
- 1998 : Gunnm : Rasho
- 1998 : Excalibur, l'épée magique : Sir Lionel[n 3]
- 2001 : Atlantide, l'empire perdu : le commandant Rourke[n 4],[n 5]
- 2004 : Shrek 2 : Doris
- 2007 : Shrek le troisième : Doris
- 2007 : Bee Movie : Drôle d'abeille : Bee Larry King
- 2010 : Shrek 4, il était une fin : Doris
- 2011 : Rango : Jack-la-morsure[n 6]
- 2011 : Le Tableau : le peintre de Venise (création de voix)
- 2021 : Riverdance : L'aventure animée : ?
- 2022 : Buzz l'Éclair : Empereur Zurg[8],[9]
- 2023 : Spider-Man : Across the Spider-Verse :  J. Jonah Jameson[10]

### Télévision

#### Téléfilms
- Eric Keenleyside dans :
  - L'Assistant du père Noël (2015) : le père Noël
  - Un amour hors du temps (2022) : Calvin Majors
- Keith MacKechnie dans :
  - Le Combat de ma fille (2011) : l'inspecteur Cavanaugh
  - Une famille pour Noël (2015) : le père Noël
- 1985 : Prête-moi ta vie : Carlo Ferraro (Fabio Testi)
- 1987 : Le matraqueur des rues (en) : Roo Marcus (Vernon Wells)
- 1988 : Jack l'Éventreur : Richard Mansfield (Armand Assante)
- 1990 : « Il » est revenu : Benjamin « Ben / Haystack » Hanscom (John Ritter) (1er doublage)
- 1991 : Détective Philippe Lovecraft : Larry Philip Lovecraft (Fred Ward)
- 1991 : Le Messager de l'espoir : Cornelius Barrington (John Novak)
- 1991 : Mémoire en fuite : Constantin Demiris (Omar Sharif)
- 1991 : Captive : Paul Plunk (Barry Bostwick)
- 1996 : Tueur fantôme, l'histoire vraie de Unabomber : Ben Jeffries (Dean Stockwell)
- 1996 : Gotti : John Gotti (Armand Assante)
- 2001 : Le Courtier du cœur : Donald Simpson (Barry Newman)
- 2009 : L'Aventure de Noël : Frank Martin (Ron Lea)
- 2013 : Un secret bien enfoui : Jan Tanner (Robert Atzorn)
- 2013 : Partitions amoureuses : Mitch Franklin (Nestor Serrano)
- 2014 : Une ombre sur le mariage : Doug Parry (Billy Mitchell)[n 4]
- 2015 : Le Mal en elle : Mitchell Wells (Nick Nolte)
- 2015 : L'Enfant de Buchenwald : ? ( ? )
- 2016 : The Saint : Arnold Valecross (James Remar)
- 2017 : Papa par intérim à Noël : Nick (Eugene Clark (en))
- 2020 : Noël, mon boss & moi : Jim Holt (Malcolm Stewart (en))
- 2020 : Embarquement pour Noël : Sam William (Hardy Rawls)
- 2021 : Prochain arrêt, Noël : le conducteur du train (Christopher Lloyd)
- 2022 : Ados sans limites : le sergent Hank Carter (Bruno Verdoni)

#### Séries télévisées
- Stacy Keach dans (7 séries) :
  - Mon oncle Charlie (2010) : Tom (4 épisodes)
  - 30 Rock (2012) : Stacy Keach (saison 6, épisode 18)
  - Brooklyn Nine-Nine (2013) :  Jimmy Brogan (saison 1, épisode 8)
  - Ray Donovan (2016) : Marty (saison 4, épisodes 7 et 8)
  - Blacklist (2019 / 2021 / 2023) : Robert Vesco (saison 6, épisode 13 ; saison 9, épisode 3 ; saison 10)
  - Blue Bloods (2019-2024) : le cardinal Kevin Kearns (2e voix, saisons 9 à 14)
  - Kidding (2020) : lui-même (saison 2, épisode 6)

- Alan Dale dans (5 séries) : 
  - À la Maison-Blanche (2002-2003) : le ministre du commerce Mitch Bryce (saison 4, épisodes 1 et 23)
  - Newport Beach (2003-2005) : Caleb Nichol (37 épisodes)
  - Once Upon a Time (2011-2017) : Albert Spencer / le roi George (7 épisodes)
  - Dominion (2014-2015) : le général Edward Riesen (16 épisodes)
  - Homeland (2017) : le président Morse (saison 6, épisode 6)

- Geoff Pierson dans (5 séries) :
  - Monk (2004) : Harry Bolston (saison 2, épisode 14)
  - 24 Heures chrono (2003-2005) : le sénateur John Keeler (18 épisodes)
  - Dexter (2006-2013) : le capitaine Thomas « Tom » Matthews (43 épisodes)
  - Life (2008-2009) : Charlie Crews Sr. (saison 2, épisodes 12 et 14)
  - Castle (2011-2015) : Michael Smith (6 épisodes)
  - Veep (2019) : le général Stattler (saison 7, épisode 3)

- J. K. Simmons dans (4 séries) :
  - Veronica Mars (2019) : Clyde Pickett (saison 4)
  - Défendre Jacob (2020) : Billy Barber (mini-série)
  - Goliath (2021) : George Zax (saison 4)
  - Vers les étoiles (2022) : Franklin York (8 épisodes)

- Glynn Turman dans :
  - Sur écoute (2004-2008) : le maire Clarence V. Royce (22 épisodes)
  - The Defenders (2010-2011) : le juge Bob Owens (5 épisodes)
  - Murder (2018-2019) : Nate Lahey Sr. (8 épisodes)

- James Remar dans : 
  - The Unit : Commando d'élite (2009) : Reec (saison 4, épisode 15)
  - State of Affairs (2014-2015) : Syd (9 épisodes)
  - City on a Hill (2019) : Richy Ryan (saison 1)

- Michael Ironside dans :
  - Ransom (2017) : Freddie Woods (saison 1)
  - This Is Us (2018) : le grand-père de Jack (saison 3, épisode 4)
  - The Dropout (2022) : Don Lucas (mini-série)

- Christopher Lloyd dans :
  - 12 Monkeys (2017) : Shaw / le Missionnaire (3 épisodes)
  - The Mandalorian (2023) : le commissaire Helgait (saison 3, épisode 6)
  - Knuckles (2024) : le fantôme de Pachacamac (voix)

- Ray Wise dans : 
  - Riptide (1984) : Les Carter (saison 2, épisode 5)
  - Fargo (2017) : Paul Marranbe (saison 3, épisode 3)

- Gregory Itzin dans : 
  - The Practice : Donnell et Associés (1997) : l'avocat Al Daly (saison 2, épisode 9)
  - Preuve à l'appui (2005) : Andrew Helm (saison 4, épisode 14)

- James Read dans :
  - Charmed (2001-2006) : Victor Bennett (13 épisodes)
  - Wildfire (2005-2008) : Ken Davis (40 épisodes)

- Dennis Farina dans :
  - In-Laws (en) (2002-2003) : Victor Pellet (15 épisodes)
  - New Girl (2013) : Walt Miller (saison 2, épisodes 13 et 23)

- Nestor Serrano dans :
  - LAX (2004-2005) : le maire Hortense (3 épisodes)
  - Revenge (2014-2015) : le chef Edward Alvarez (saison 4)

- Lance Henriksen dans :
  - Into the West (2005) : Daniel Wheeler (mini-série)
  - Castle (2010) : Benny Stryker (saison 3, épisode 9)

- Christopher McDonald dans :
  - Médium (2007) : Gregory King (saison 3, épisode 18)
  - Mr. Iglesias (2019-2020) : le coach Dixon (9 épisodes)

- Craig Walsh Wrightson dans :
  - Spartacus (2010) : Marcus Decius Solonius (saison 1)
  - Spartacus : Les Dieux de l'arène (2011) : Marcus Decius Solonius (mini-série)

- Chazz Palminteri dans :
  - Modern Family (2010-2019) : Shorty (6 épisodes)
  - Blue Bloods (2012-2013) : Angelo Gallo (saison 3, épisode 9 et saison 4, épisode 8)

- Andre Jacobs dans :
  - Black Sails (2014-2017) : De Groot (31 épisodes)
  - Professionals (en) (2020) : Reginald « Reggie » Swann

- James Brolin dans :
  - Life in Pieces (2015-2019) : John Short (79 épisodes)
  - Sweet Tooth (2021-2024) : le narrateur / Gus âgé

- Raymond J. Barry dans :
  - Feud (2017) : Hal LeSueur (mini-série)
  - You're the Worst (2017) : Burt (saison 4, épisode 1)

- 1977-1979 : Chips : le sergent Joseph Getraer (Robert Pine) (1re voix)
- 1983 : La Vengeance aux deux visages : Jason Peebles (Chris Haywood)
- 1986-1988 : Mr. Gun : Sledge Hammer (David Rasche[11])
- 1987 : À nous deux, Manhattan : Zachary Amberville (Barry Bostwick)
- 1988 : Monstres et Merveilles : le narrateur (John Hurt)
- 1988 / 1993-2001 / 2007 : Des jours et des vies : Stefano DiMera (Joseph Mascolo)
- 1997-2001 : La Femme Nikita : Paul L. Wolfe (Eugene Robert Glazer)
- 2000 : Tessa à la pointe de l'épée : le colonel Luis Ramirez Montoya (Valentine Pelka)
- 2002 : Scrubs : Sam Dorian (John Ritter) (2 épisodes)
- 2006 : Monk : Julian Hodge (Malcolm McDowell) (saison 4, épisode 10)
- 2007-2008 : Les Tudors : le cardinal Campeggio (John Kavanagh)
- 2007 : What About Brian : Michael Davis (William Devane)
- 2008-2010 : En analyse : Paul Weston (Gabriel Byrne)
- 2008-2010 : Romanzo criminale : le Vieux (Massimo De Francovich) (22 épisodes)
- 2009-2010 : United States of Tara : Frank Caine (Fred Ward) (2 épisodes)
- 2010-2011 : Life Unexpected : M. Bazile (Robin Thomas)
- 2010-2017 / 2019 : Les Feux de l'amour : Colin Atkinson (Tristan Rogers)
- 2013 : How I Met Your Mother : le révérend Lowell (Edward Herrmann)
- 2013-2016 : Mr Selfridge : Frank Edwards (Samuel West) (36 épisodes)
- 2014 : Downton Abbey : Daniel Aldridge, Lord Sinderby (James Faulkner) (4 épisodes)
- 2015 : Continuum : Edouard Kagame, leader de Liber8 (Tony Amendola) (2e voix - saison 4, épisode 6)
- 2015-2016 : Marvel : Les Agents du SHIELD : Gideon Malick (Powers Boothe)
- 2016-2017 : Reine du Sud : Reynaldo Fieto (Joe Renteria) (7 épisodes)
- 2017-2018 : Legion : Brubaker (David Selby) (4 épisodes)
- 2017 : This Is Us : le juge Walter Crowder (Sam Anderson) (saison 2, épisode 7)
- 2018 : Mayans M.C. : Devante (Tony Plana) (7 épisodes)
- 2018 : McMafia : Sydney Bloom (Tim Ahern) (3 épisodes)
- 2019 : Good Omens : Mort (Brian Cox) (voix, mini-série)
- 2019 : Le Nom de la rose : Rémigio de Varragine (Fabrizio Bentivoglio) (mini-série)
- 2019 : A Christmas Carol : le fantôme du passé (Andy Serkis) (mini-série)
- 2020 : AJ and the Queen : le docteur [Qui ?]
- 2020 : Quiz : le juge Rivlin (Michael Elwyn) (mini-série)
- 2020 : Doc : Pandolfi (Giancarlo Ratti) (saison 1, épisode 6)
- 2021 : Falcon et le Soldat de l'Hiver : le secrétaire à la défense (Alphie Hyorth) (mini-série)
- 2021 : Cowboy Bebop : Caliban (John Noble)
- 2021 : MacGyver : Joshua (Bill Smitrovich) (saison 5, épisode 4)
- 2021 : Young Sheldon : Vern (Alan Rachins) (saison 4, épisode 13)
- 2021-2022 : S.W.A.T. : Hank Saint John (Carl Lumbly) (3 épisodes)
- 2021-2022 : Only Murders in the Building : Marv (Daniel Oreskes (en)) (6 épisodes)
- 2021-2023 : Succession : Ron Petkus (Stephen Root) (saison 3, épisode 6 et saison 4, épisode 4)
- 2021-2023 : Shadow and Bone : La Saga Grisha : l'Apparat (Kevin Eldon (en)) (3 épisodes)
- 2022 : Le Cabinet de curiosités de Guillermo del Toro : Lionel Lassiter (Peter Weller) (saison 1, épisode 7)
- 2022 : The Man Who Fell to Earth : Thomas Newton (Bill Nighy) (9 épisodes)
- 2022 : Bad Sisters : George Williams (Paul Bentall) (saison 1, épisode 8)
- 2023 : Mort ou vif Joaquín Murrieta : ? (?)
- 2023 : Le Continental : D'après l'Univers de John Wick : M. Davenport (Patrick Bergin) (mini-série)
- 2023 : La Chute de la maison Usher : Arthur Pym (Mark Hamill) (mini-série)
- 2023 : Song of the Bandits (en) : Choi Chung-soo (Yoo Jae-myung)
- 2023 : Lessons in Chemistry : Wilson (Beau Bridges)
- depuis 2023 : Shrinking : Dr Paul Rhoades (Harrison Ford)
- 2024 : Avatar, le dernier maître de l'air : le général Iroh (Paul Sun-Hyung Lee)
- 2024 : The Gentlemen : Archibald Horniman (Edward Fox)
- 2024 : Un homme, un vrai : Arthur Longley (Grainger Hines) (mini-série)
- 2024 : D'une main de fer : Jordi (Lluis Marco (es)) (mini-série)
- 2024 : My Lady Jane (en) : Duc de Leicester (Jim Broadbent)
- 2024 : Queen Woo (en) : Myeongnim Eo-ru (Lee Do-yeop (en))
- 2024 : Docteur Odyssey : Jerry Manafort (Fred Melamed) (saison 1, épisode 8)
- 2025 : Mid-Century Modern : Alan (Judd Hirsch) (saison 1, épisode 8)
- 2025 : Government Cheese (en) : le narrateur [Qui ?] (voix)

#### Séries d'animation
- 1981-1982 : Ulysse 31 : Nestor
- 1987 : Rahan, fils des âges farouches : Craô le sage
- 1999 : Animutants : Tigatron
- 2000 : Lakmi et Boomy : le narrateur (épisodes 22 et 32)
- 2000 : Argaï, la prophétie :  le père d’Argaï
- 2005 : Edgar de la Cambriole : Goémon Ishikawa XIII
- 2005 : Yakari : Grand Aigle , celui-qui-sait
- 2010-2020 : Star Wars: The Clone Wars : Premier Ministre Almec
- 2012 : Wakfu : Phaéris
- 2014[n 7] : JoJo's Bizarre Adventure : Stardust Crusaders : capitaine Dragon
- 2019[n 8] : Demon Slayer: Kimetsu no Yaiba : Jigorō Kuwajima
- 2019[n 9] : Vinland Saga : Gorm
- depuis 2021 : Invincible : Nolan Grayson / Omni-Man[n 10]
- depuis 2022 : Bastard!! : Geo Noto Soto
- 2023 : Make My Day : le directeur
- 2023 : Futurama : Hubert Farnsworth (2e voix, saison 11, épisodes 6 à 10)
- 2023 : What If...? : Garthan Saal[n 11] (saison 2, épisode 1)
- 2023 : Carol et la fin du monde (en) : le capitaine Jason McDenis et voix additionnelles

### Jeux vidéo
- 2001 : Desperados: Wanted Dead or Alive : Doc McCoy
- 2001 : Soul Reaver 2 : Vorador / Janos Audron / Zephon / Dumah
- 2001 : Technomage : En quête de l'éternité : le maire de Steamertown, un conseiller du président du conseil
- 2002 : Blood Omen 2 : Vorador / Janos Audron
- 2002 : Mafia: The City of Lost Heaven : Don Salieri
- 2002 : Neverwinter Nights : Nasher Alagondar / Narrateur
- 2003 : Defiance : Vorador
- 2006 : Gothic 3 : voix additionnelles[n 4]
- 2009 : Call of Duty: Modern Warfare 2 : Lieutenant-Général Sheperd[n 12]
- 2011 : Rage : le capitaine John Marshall
- 2011 : Star Wars: The Old Republic : Xalek[n 4]
- 2012 : Binary Domain : Dr. Yoji Amada
- 2012 : The Elder Scrolls V: Dragonborn : Storn Marche-Roc (extension de Skyrim)
- 2012 : Epic Mickey : Le Retour des héros : voix additionnelles[n 4]
- 2014 : Lords of the Fallen : Antanas
- 2015 : Fallout 4 : Kellogg et le Paladin Brandis[n 4]
- 2017 : StarCraft: Remastered : le judicateur Aldaris[n 4]
- 2017 : La Terre du Milieu : L'Ombre de la guerre : Brûz le Trancheur[n 4]
- 2017 : Assassin's Creed Origins : Medounamoun « l'Ibis »[n 4]
- 2018 : Assassin's Creed Odyssey : Hérodote[n 4]
- 2018 : Fallout 76 : voix additionnelles[n 4]
- 2019 : Rage 2 : John Marshall[n 4]
- 2020 : Warcraft III: Reforged : voix additionnelles[n 4]
- 2023 : Diablo IV : ?
- 2023 : Final Fantasy XVI : le maire de Lestange et voix additionnelles
- 2023 : Starfield : Jacob Coe
- 2023 : Mortal Kombat 1 : Omni-Man

## Livres audio
- 2022 : The Sandman : Acte II, de Neil Gaiman et Dirk Maggs, lu avec Bernard Alane, Sébastien Desjours, Namakan Kone, Martial Le Minoux, Céline Melloul, Alexandre Nguyen et Guillaume Orsat, Audible, 13h34